# Josep Espinalt i Torres
Josep Espinalt i Torres (Santpedor, 1854 - Manresa, 1896) fou un pintor català del segle xix.

## Biografia
Fill d'un teixidor, de la formació de Josep Espinalt se'n sap molt poc. Es va formar artísticament a l'Escola de Belles Arts Llotja de Barcelona i a París, tot i que la majoria dels artistes de l'època viatjaven a formar-se a Roma.
Tradicionalment s'accepta l'any 1879 com a data d'arribada d'Espinalt a Sabadell, procedent de Barcelona, on es va establir en una casa de l'industrial Manuel Corominas i esdevingué el seu protegit. Especialitzat en la pintura decorativa basada en el realisme, tot i que amb influències romàntiques, també va dedicar-se a la pintura de cavallet, sobretot a les natures mortes, les representacions florals i la figura humana.
A Sabadell va fer els murals decoratius del Saló dels Pares Escolapis, mitjançant olis sobre teles enganxades a les parets. Fou un dels fundadors de l'ambient artístic local, que girava al voltant del Cercle Sabadellès i, posteriorment, de l'Acadèmia de Belles Arts de Sabadell entre d'altres, on també va exercir de professor de pintura. Entre els seus deixebles es troben Joan Vila-Cinca, Joan Figueras Soler i Francesc Pulit Tiana. Així, va ser un dels participants de la primera exposició que aquesta Acadèmia va organitzar l'any 1882 i de la que el 1887 va fer a l'Ateneu Sabadellenc, on va presentar sis pintures de petit format amb fruites. Consta, igualment, que el 1889 exposava una pintura amb raïm a l'aparador de la botiga de Cosme Cuberta, al carrer de Gràcia de Sabadell i que participava en l'exposició de l'Acadèmia a l'Ateneu Sabadellenc amb un paisatge, una pintura de flors, quatre plats amb flors i dos caps d'estudi, que van obtenir molt bones crítiques. En l'exposició que el 1890 va fer l'Acadèmia a l'Ateneu Sabadellenc va presentar les obres Niña arreglando unas flores, El músico de la murga, un cap d'estudi i dues petites pintures de flors. Aquest mateix any va participar de nou en l'exposició de pintures que alguns artistes sabadellencs van organitzar a l'establiment de Cosme Cuberta, presentant un retrat del pintor Narcís Giralt, un estudi d'una monja i unes flors.
El 1891 va participar en la primera exposició de Belles Arts de Barcelona amb una natura morta de flors (cat. 179), una marina (cat. 180) i una pintura al·legòrica titulada Idilio. (cat. 181) i aquest mateix any va caure malalt. La premsa es feu ressò que la seva situació econòmica era molt precària, la qual cosa va fer que sorgís la idea de recaptar diners en benefici seu per mitjà d'una rifa però no s'arribà fer, ja que poc després va morir a Santpedor. Després del seu traspàs, l'Acadèmia va organitzar una exposició d'homenatge que recollia part de la seva obra.

## Obra
Al Museu d'Art de Sabadell hi ha 38 obres de l'autor, 6 de les quals es poden veure exposades a la col·lecció permanent.
- Marina, 1890. Museu d'Art de Sabadell
- Raïm, 1887. Museu d'Art de Sabadell
- Al·legoria de la pintura, (finals s. XIX). Museu d'Art de Sabadell
- Pont sobre el sena. Museu d'Art de Sabadell
- Paisatge. Museu d'Art de Sabadell
- Paisatge. Museu d'Art de Sabadell

D'entre les emmagatzemades a la reserva del Museu d'Art de Sabadell cal destacar, a més de les pintures murals procedents de la casa Barata de Sabadell, un autoretrat de l'artista i dos plats decorats, un amb flors i dedicat al seu mecenes, i l'altre amb el retrat d'un ancià.